# Thomas Vanderveken

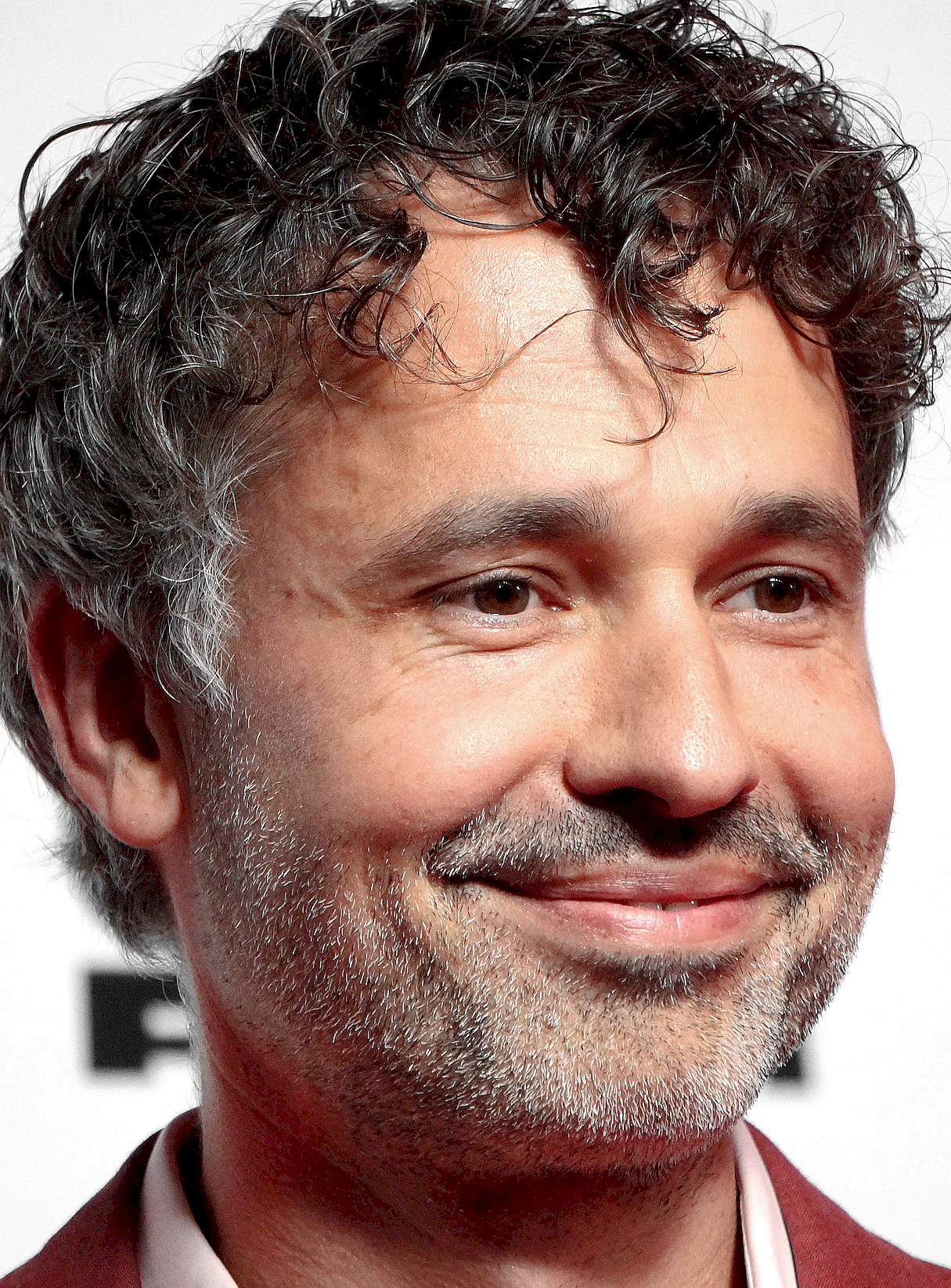
Thomas Vanderveken (2024).

Thomas Vanderveken (Bonheiden, 17 april 1981) is een Vlaams presentator en acteur. 

## Biografie
Vanderveken is de zoon van acteur Ugo Prinsen. Hij studeerde muziektheorie en piano aan het Koninklijk Conservatorium te Brussel, een opleiding die hij niet afmaakte.
Vanderveken begon zijn tv-carrière als presentator bij de start van VTM-jeugdzender JIMtv in 2001. Daar presenteerde hij bijvoorbeeld Chicken or Dare met Anneke De Keersmaeker. In 2000 begon hij te acteren in de televisieserie Spoed. Hij speelde tot 2004 de rol van Tom Gijsbrecht, zoon van dokter Luc Gijsbrecht.
In 2003 maakte Vanderveken de overstap naar de VRT. In eerste instantie was hij enkel presentator bij Klara. Hij presenteerde er De Ongelovige Thomas, elke zondagmorgen op Klara, en de Top 75 van de Klassieke Muziek en de Aria Top 20.
Later maakte Vanderveken de overstap naar televisie. Hij ging reportages maken voor Vlaanderen Vakantieland en werkte mee aan Republica op Canvas. In 2005 was hij spelleider in het programma Vriend of Vijand. Met Steracteur Sterartiest kreeg hij zijn eerste liveshow, en het programma werd een echte kijkcijferhit. Vanderveken was ook te zien in de startshow van Kom Op Tegen Kanker in 2007.
In 2006, 2007 en 2008 presenteerde hij samen met Katja Retsin het muziekprogramma Steracteur Sterartiest op Eén. Van 2008 tot en met 2016 voorzag hij het jaarlijks terugkerend Nieuwjaarsconcert van de Wiener Philharmoniker van televisiecommentaar, dat soms ook overgenomen wordt door Klara.
In 2009 kwam het in het najaar van 2008 opgenomen televisiespel Mercator op televisie, dat gepresenteerd werd door Vanderveken.
Vanaf het najaar van 2009 tot juni 2011 presenteerde Vanderveken Espresso, het ochtendblok (7-9 u.) van klassieke VRT-radiozender Klara, dat doorliep zonder het voormalig boegbeeld. Hij doet op Canvas ook verslaggeving en interviews voor de Koningin Elisabethwedstrijd (sinds 2011 in het verjongd format Nacht van de Koningin) en sommige andere concerten. Sinds de start van Op12 presenteert hij daar de Koningin Elisabethwedstrijd.
In oktober 2010 was Vanderveken te gast in Ketnets De Pretshow als pianist en Beethoven-'incarnatie'. Op 22 februari 2011 was hij bij Ketnet te gast om op ludieke wijze het muziekfestival Klara for kids aan te prijzen.
In maart 2013 volgde hij Bruno Wyndaele op als presentator van Eén-programma Beste vrienden. Van 2013 tot 2017 presenteerde hij ook, samen met acteur Jan Van Looveren en Britt van Marsenille, voor deze zender Voor hetzelfde geld, waarin in het dagelijkse leven manieren werden gezocht om geld te besparen of verdienen.
In het najaar van 2013 presenteerde hij op Canvas het eerste seizoen van de talkshow Alleen Elvis blijft bestaan. Vanderveken werkte zelf mee aan de ontwikkeling van dit format.
In 2014 werd hij voorzitter van de lezersjury van de Gouden Boekenuil.
Eind 2014 presenteerde Vanderveken de eindejaarsquiz De quiz van het jaar, dat in 2015 een tweede seizoen kreeg.
Op 7 december 2017 speelde Vanderveken in kunstencentrum de Bijloke in Gent het volledig pianoconcert van Grieg, in het kader van het programma Thomas speelt het hard. Daarin werd hij gedurende 1 jaar gevolgd bij de voorbereiding van dit concert, bijgestaan door onder anderen Liebrecht Vanbeckevoort, Jef Neve en Eliane Rodrigues.
Voor Eén presenteert hij - opnieuw met Britt van Marsenille en Jan Van Looveren - sinds 2019 FactCheckers, het opvolgprogramma van Voor hetzelfde geld. Daarin worden elke week drie populaire of opvallende voor waar aangenomen beweringen onderzocht op hun waarheidsgetrouwheid. Het eerste seizoen kwam in de lente van 2019, een tweede seizoen was te zien in 2021, het derde liep begin 2022.
In het voorjaar van 2020 werd hij de presentator van 1 jaar gratis, een quiz op Eén, die hij drie seizoenen presenteerde.
In 2022 maakt hij voor VRT NU OnderOns, een interviewprogramma met buitenlandse denkers.

## Televisie

### Als presentator
- 1 jaar gratis (2020-2022)
- FactCheckers (2019-heden)
- Alleen Elvis blijft bestaan (2013-heden)
- Voor hetzelfde geld (2013-2017)
- Mercator (2009)
- Vriend of Vijand (2005-2007)
- Steracteur sterartiest (2006-2009)

### Als gast/kandidaat
- De ideale wereld (2016)
- De Klas van Frieda (2016)
- Goeie vrijdag (2010)
- Zonde van de zendtijd (2009)
- De Slimste Mens ter Wereld (2009)
- Fata Morgana (2008)
- Vlaanderen Vakantieland (1990)

### Als acteur
- Spoed (2000-2003) - als Tom Gijsbrecht
- Nonkel Jef (2000) - als Tom Cosemans

## Privé
In juni 2008 raakt bekend dat Vanderveken een relatie heeft met toenmalig Ketnet-wrapper, actrice en zangeres Véronique Leysen. Het koppel heeft drie kinderen (2017, 2020 en 2022).